# Камянка Днипровска
Камянка Днипровска (на украински: Кам'янка-Дніпровська) е град в Украйна, административен център на Камянскоднипровски район, Запорожка област.
Към 1 януари 2011 година населението на града е 13 653 души.

## История
Селището е основано през 1786 година, през 1957 година получава статут на град.